# America’s Least Wanted
America’s Least Wanted – debiutancki album rockowej grupy muzycznej Ugly Kid Joe wydany przez Mercury Records w sierpniu 1992 roku. Materiał nagrywano w latach 1991–1992 w Devonshire Studios w North Hollywood. Album trwa 59 minut i 8 sekund, jego producentami są członkowie zespołu oraz Mark Dodson i Ryan Dorn. W 1992 płyta znalazła się na 27. miejscu listy The Billboard 200 w USA.

## Lista utworów
1. „Neighbor” (Ugly Kid Joe) – 4:43
2. „Goddamn Devil” (Ugly Kid Joe) – 4:53
3. „Come Tomorrow” (Lahr/Ugly Kid Joe) – 4:54
4. „Panhandlin’ Prince” (Ugly Kid Joe) – 5:41
5. „Busy Bee” (Ugly Kid Joe) – 4:08
6. „Don’t Go” (Phillips/Ugly Kid Joe) – 4:30
7. „So Damn Cool” (Ugly Kid Joe) – 4:24
8. „Same Side” (Ugly Kid Joe) – 4:48
9. „Cat’s in the Cradle” (Harry Chapin) – 4:01
10. „I’ll Keep Tryin'” (Reed/Ugly Kid Joe) – 4:58
11. „Everything About You” (Ugly Kid Joe) – 4:20
12. „Madman” ('92 Remix) (Ugly Kid Joe) – 3:37
13. „Mr. Recordman” (Ugly Kid Joe) – 4:11

## Single
| Rok  | Piosenka               | Lista                  | Pozycja |
| ---- | ---------------------- | ---------------------- | ------- |
| 1992 | „Everything About You” | Mainstream Rock Tracks | 6       |
| 1992 | „Everything About You” | The Billboard Hot 100  | 9       |
| 1992 | „Neighbor”             | Mainstream Rock Tracks | 29      |
| 1993 | „Busy Bee”             | Mainstream Rock Tracks | 22      |
| 1993 | „Cat’s in the Cradle”  | Mainstream Rock Tracks | 3       |
| 1993 | „Cat’s in the Cradle”  | The Billboard Hot 100  | 6       |
| 1993 | „Cat’s in the Cradle”  | Top 40 Mainstream      | 11      |

## Twórcy
- Jennifer Barry – śpiew wspomagający
- Jay Baumgardner – remiksowanie albumu
- Greg Calbi – masterowanie albumu
- Whitfield Crane – śpiew
- Cordell Crockett – bas, śpiew
- Mark Davis – perkusja
- Mark Dodson – produkcja albumu
- Michael Dodson – produkcja i miksowanie albumu
- Ryan Dorn – produkcja albumu
- Klaus Eichstadt – gitara i śpiew
- Dave Fortman – gitara i śpiew
- Rob Halford – śpiew wspomagający
- Carrie Hamilton – pianino
- Michael Levine – zdjęcia zespołu
- Randy Long – miksowanie albumu
- Stephen Perkins – perkusja
- Dean Pleasant – gitara
- Dean Pleasants – gitara rytmiczna
- Julia Sweeney – śpiew
- Ugly Kid Joe – produkcja i remiksowanie albumu.